# Boushh
Boushh es un personaje ficticio y un cazarrecompensas de Star Wars.
Perteneciente a la raza Ubese, Boushh vestía una "armadura" hecha a medida, con la vestimenta tradicional Ubese, la capa Ogyian. Llevaba varias capas de ropa de supervivencia en bruto, de color marrón claro, con una armadura de pinchos, de metal en los hombros, el cuello y las muñecas. Pantalones de cuero Shata cubrían las piernas, con tradicionales botas Ubese de color crema. Boushh llevaba varias bandoleras, bolsas estrechad con las bolsas de munición de explosivos—detonadores de proyectil, diversos tipos de granadas, y detonadores térmicos—en torno a su pecho, y el cinturón broche clan Ubese en torno a su cintura.
El casco de Boushh le permitía respirar atmósferas de tipo I; sin ella, dichas atmósferas dañarían sus pulmones. El casco también contenía una captación de audio y una antena de banda ancha, un codificador de voz, un escáner óptico de visión mejorada, y un visor flash de guardia, lo que aulaba el efecto de las granada paralizante. Boushh siempre llevaba con él numerosas armas: una pica de fuerza, una lanza-hoja, una pistola bláster pesada, y un par de espadas, cuerpo a cuerpo.

## Biografía
Nació en la luna de Uba IV, donde en su juventud creció para convertirse en cazarrecompensas. Años más tarde, tres años después de la Batalla de Yavin, Boushh resultó muerto.

## Detrás de cámaras
Hizo una corta aparición en Star Wars: Episode VI - Return of the Jedi en el palacio de Jabba rescatando a Han Solo de la carbonita, revelando que era Leia Organa disfrazada.
- Datos: Q97162389